# Louis-Victor de Demandolx
Le Conseiller Louis-Victor de Demandolx est né le 21 juillet 1765 à Marseille. Il est le fils de Dominique, lieutenant-général civil à la sénéchaussée de Marseille, et de Marie-Anne-Elisabeth Aubert.

## Biographie
Louis-Victor de Demandolx fut reçu le 15 décembre 1787 conseiller au Parlement de Provence en la charge de Jean-Baptiste-François-Hippolyte de Martiny. Il est mort à Paris  le 1er avril 1799.